# Sărățica Nouă, Bolgrad
Sărățica Nouă (în ucraineană Новосілка, transliterat: Novosilka, în germană Neu-Mathildendorf) este un sat în comuna Borodino din raionul Bolgrad, regiunea Odesa, Ucraina.
Satul a fost locuit de germanii basarabeni.

## Demografie
Componența lingvistică a localității Sărățica Nouă
     Română (58%)
     Ucraineană (38%)
     Bulgară (3%)
     Alte limbi (0,5%)
Conform recensământului din 2001, majoritatea populației localității Sărățica Nouă era vorbitoare de română (58%), existând în minoritate și vorbitori de ucraineană (38%) și bulgară (3%).